# ВКС (Луцьк)
ВКС — польський футбольний клуб з Луцька.

## Історія
Футбольну команда ВКС була заснована в Луцьку в 20-х роках XX століття. У сезонах 1922—1935 років грав у люблінській Клясі «Б» (третій дивізіон польського чемпіонату) та був найсильнішим клубом Луцька. У 1931 році ВКС першим серед луцьких клубів дебютував у другому дивізіоні польського чемпіонату (у волинській Клясі «А»). У 1932 році за участю ПКСа в Клясі «А» відбулося перше луцьке дербі. У наступні роки продовжував грати в чемпіонаті окружної ліги Волинь — Клясі «А», яка починаючи з сезону 1936/37 років стала окремою окружною лігою. ВКС жодного разу не брав участі в поєдинках за чемпіонство в окружній лізі, які, в свою чергу, надавали право зіграти в матчах плей-оф за право виходу до Вищого дивізіону Польщі.
У вересні 1939 року, після початку Другої світової війни, клуб припинив існування.

## Статистика виступів
У таблиці, наведеній нижче, подано місця, які ВКС займав у 1931—1939 роках:
| Сезон     | Виступи в чемпіонаті | Виступи в чемпіонаті                              | Виступи в чемпіонаті |
| Сезон     | Ліга                 | Ліга                                              | Місце                |
| --------- | -------------------- | ------------------------------------------------- | -------------------- |
| 1931      | II                   | Кляса «A» (Волинська окружна ліга)                | 3/7                  |
| 1932      | II                   | Кляса «A» (Волинська окружна ліга)                | 5/8                  |
| 1933      | II                   | Кляса «A» (Волинська окружна ліга)                | 3/8                  |
| 1934      | II                   | Кляса «A» (Волинська окружна ліга)                | 7/8                  |
| 1935      | II                   | Кляса «A» (Волинська окружна ліга)                | 6/10                 |
| 1936      | II                   | Кляса «A» (Волинська окружна ліга, група «Луцьк») | 2/5                  |
| 1936/1937 | II                   | Кляса «A» (Волинська окружна ліга)                | 6/8                  |
| 1937/1938 | II                   | Кляса «A» (Волинська окружна ліга)                | 4/8                  |
| 1938/1939 | II                   | Кляса «A» (Волинська окружна ліга)                | 7/8                  |